# ريتشارد واتسون هوارد
ريتشارد واتسون هوارد (بالإنجليزية: Richard Watson Howard)‏ هو ضابط أسترالي، ولد في 9 أكتوبر 1896 في North Sydney ‏ في أستراليا، وتوفي في 22 مارس 1918.